# Семенівка (Коломийський район)
Семені́вка — село в Україні, у Городенківській міській громаді Коломийського району Івано-Франківської області.
Відповідно до Розпорядження Кабінету Міністрів України від 12 червня 2020 року № 714-р «Про визначення адміністративних центрів та затвердження територій територіальних громад Івано-Франківської області» увійшло до складу Городенківської міської громади.

## Географія
Селом протікає річка Семенівка.

## Історія
Перша згадка про село датується 12 вересня 1435 року.
Юліан Дорош знімав у 1936—1937 рр. у селі фільм «До добра і краси».

## Населення

### Мова
Розподіл населення за рідною мовою за даними перепису 2001 року:
| Мова       | Кількість | Відсоток |
| ---------- | --------- | -------- |
| українська | 729       | 100%     |

## Відомі люди
- Яхневич Орися Михайлівна — українська письменниця та поетеса.